# اريك وثر
اريك وثر هو سياسي كندي، ولد في 31 أغسطس 1954 في ريجاينا في كندا. حزبياً، نشط في Canadian Alliance ‏. وقد انتخب عضو مجلس العموم الكندي.